# Utgiftstak
Ett utgiftstak är i Sverige en övre gräns för svenska statens utgifter. Det totala utgiftstaket anges för tre år framåt i statsbudgeten, i enlighet med budgetlagen från 1996. Utgiftstaket förhindrar att tillfälligt höga skatteintäkter används för utgifter som sedan kan vara svåra att minska igen när skatteintäkterna återgår till en lägre nivå. Utgiftstaket infördes av regeringen Persson 1995 efter den ekonomiska krisen i Sverige i början av 1990-talet (se 1990-talskrisen) och försvarades med stor möda av regeringen eftersom det ansågs garantera marknadens förtroende för Sverige som en pålitlig ekonomi. Förslaget var förankrat över blockgränsen genom en överenskommelse med centerpartiet.